# Ochthebius iranicus
Ochthebius iranicus är en skalbaggsart som beskrevs av Balfour-browne 1979. Ochthebius iranicus ingår i släktet Ochthebius och familjen vattenbrynsbaggar. Inga underarter finns listade i Catalogue of Life.